# Pyronia cecilia
A Pyronia cecilia, comummente conhecida como guarda-portões-menor ou cecília,  é uma espécie de insetos lepidópteros, mais especificamente de borboletas pertencente à família Nymphalidae.

## Descrição
Atingindo uns meros 28 a 32 milímetros de envergadura, esta borboleta afigura-se mais reduzida do que a sua congénere, a Pyronia tithonus.
Do que toca às asas, a face superior apresenta uma coloração alaranjada, margeada com uma banda castanho-escura, sendo que  nas asas anteriores costuma exibir um ocelo negro apical, bipupilado com duas pintas brancas.
No que toca à face inferior das asas, a coloração das asas posteriores varia numa paleta cromática que vai do pardo ao acastanhado, sendo que se faz ataviar de vários ocelos, cada qual com uma pinta branca ao centro.
Quanto ao corpo, tem uma coloração acastanhada, conquanto mais escura no dorso do que no ventre. A cabeça é dotada de um par de olhos pardos e de antenas claviformes de cor castanhada.

### Dimorfismo sexual
Esta espécie apresenta dimorfismo sexual, porquanto há diferenças no aspecto dos machos e das fêmeas. Com efeito, os machos exibem uma mancha androconial muito pronunciada, de coloração acastanhada, que atravessa cada asa anterior rumo ao ocelo.
As fêmeas, por seu turno, são de maiores dimensões do que os machos e não possuem mancha androconial.

### Fases da vida
Antes da metamorfose, a lagarta desta espécie caracteriza-se pela sua coloração cor-de-palha, ladeada por uma listra dorsal longitudinal escura, saliente. A lagarta do guarda-portões-menor tem uma predilecção dietética por certos tipos de gramíneas, designadamente as espécies: Brachypodium phoenicoides, Brachypodium retusum e Deschampsia caespitosa.
A hibernação ocorre ainda na fase de lagarta. Os ovos desta espécie são de cor amarela. Os adultos são avistáveis, a pairar pelo ar de Abril a Setembro.

## Distribuição
Encontra-se presente no Sul do continente Europeu, ao longo da Orla Mediterrânea, marcando presença em 29 países em todo o mundo.

### Portugal
É uma espécie comum em Portugal continental, encontrando-se muito dispersa por todo o território nacional.

### Ecologia
Privilegia zonas quentes, secas e de pouca vegetação, como os prados e as moitas da orla mediterrânica, situados em espaços a altitudes inferiores a 1 200 metros.
Tem uma preferência pelas gramíneas, seja como fonte de alimentação, enquanto lagarta, seja como planta hospedeira, para fazer a crisálida e pôr os ovos.

## Taxonomia
A autoridade científica da espécie é Vallantin, tendo sido descrita no ano de 1894.

### Etimologia
O nome genérico, Pyronia, provém do grego antigo pyropos, que significa «olho flamejante», por aglutinação dos étimos pyr, «fogo», e õpos ou ops, «olho».
O epíteto específico, cecilia, provém do latim, tratando-se do feminino do nome caecilius, que advém do étimo caecus e significa «cego». Trata-se de uma alusão à lagarta desta espécie.

## Imagens

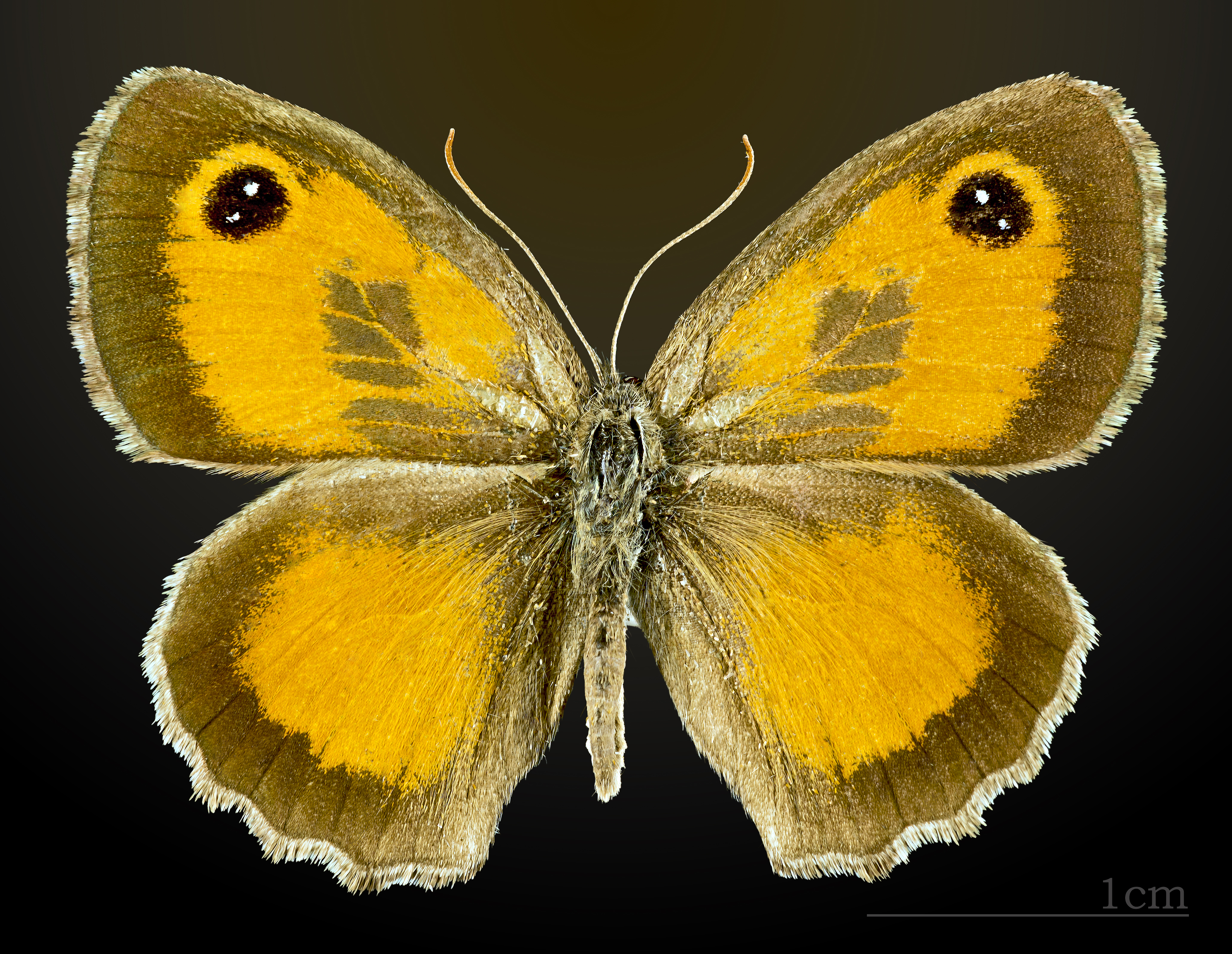
♂
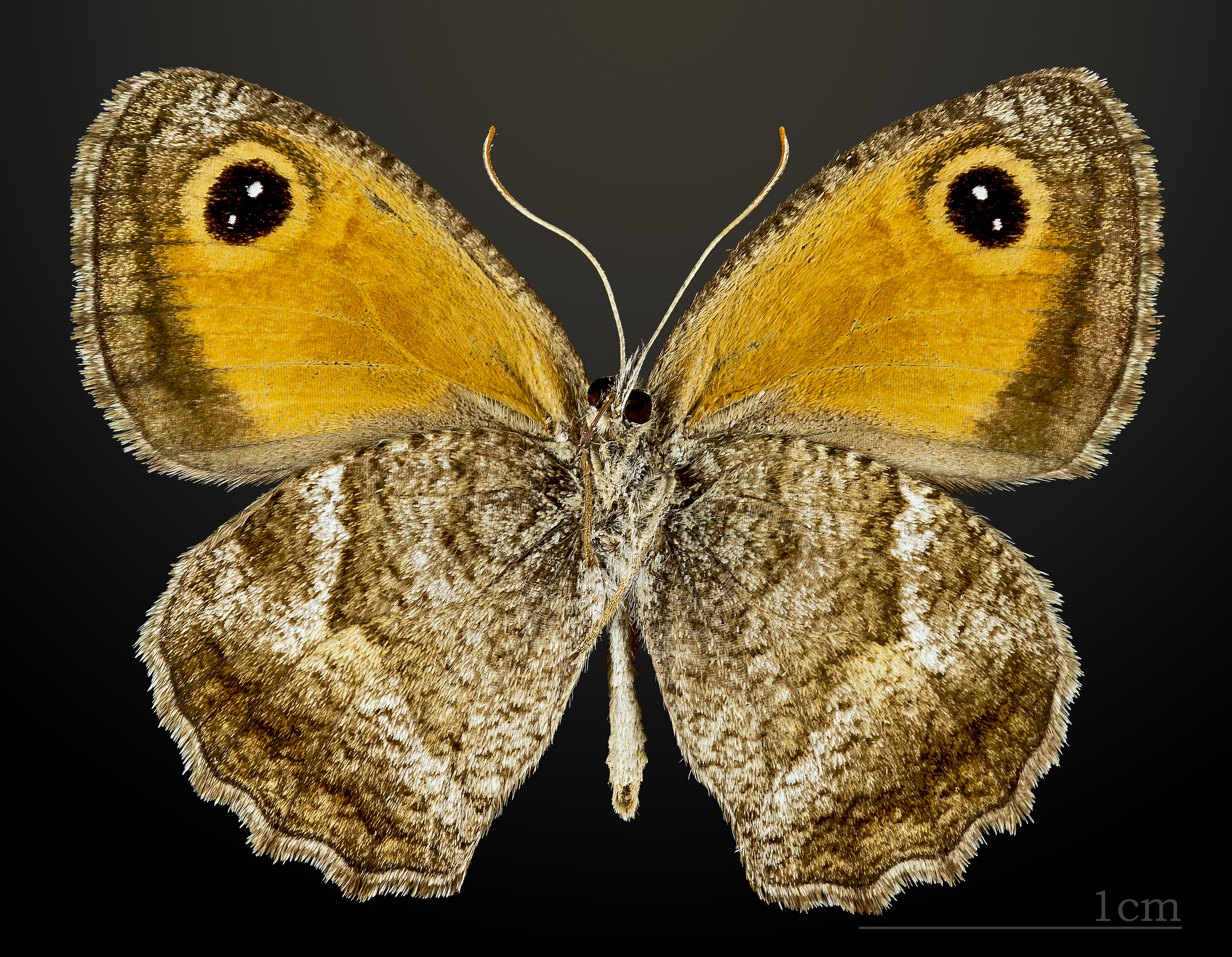
♂ △
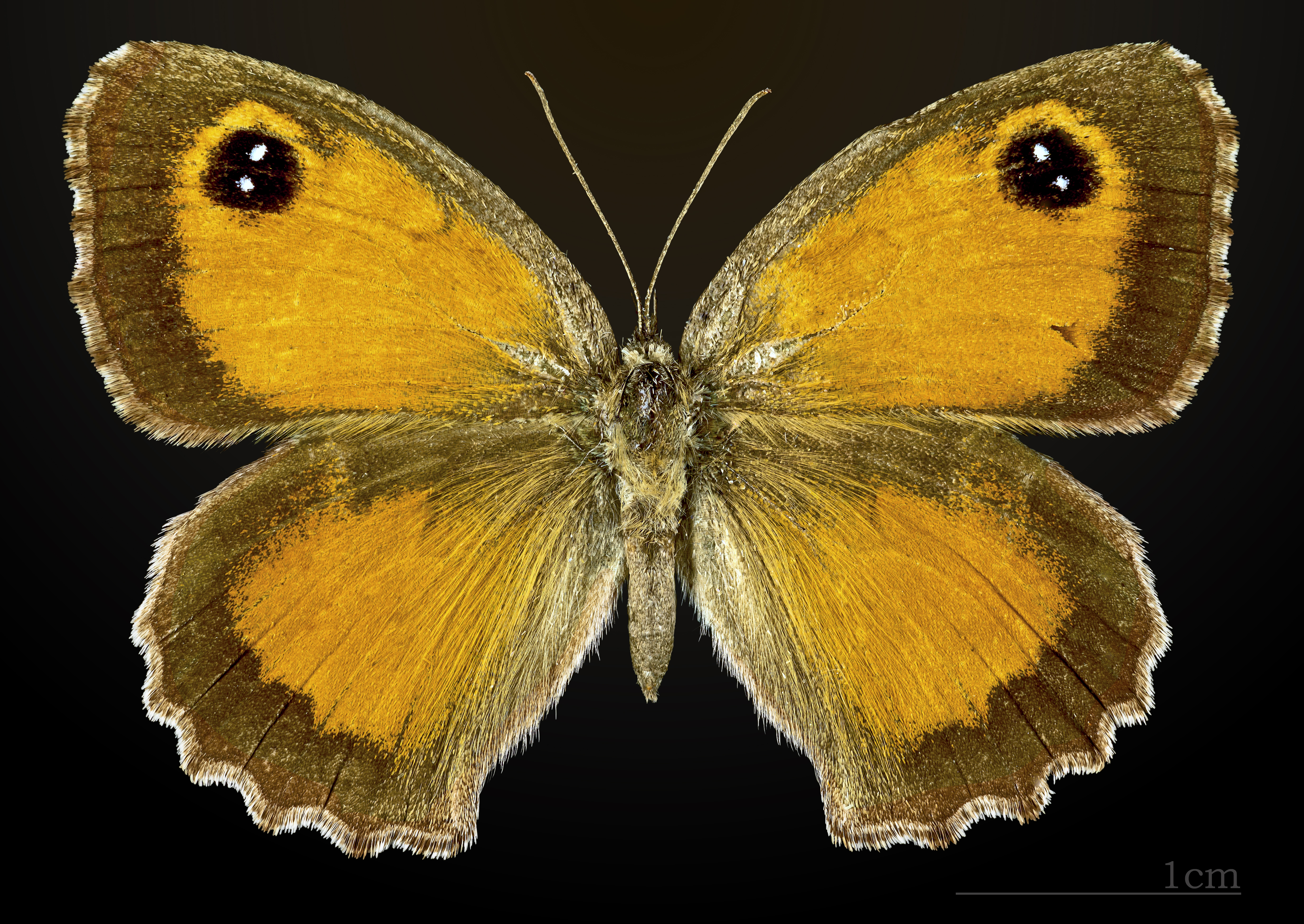
♀
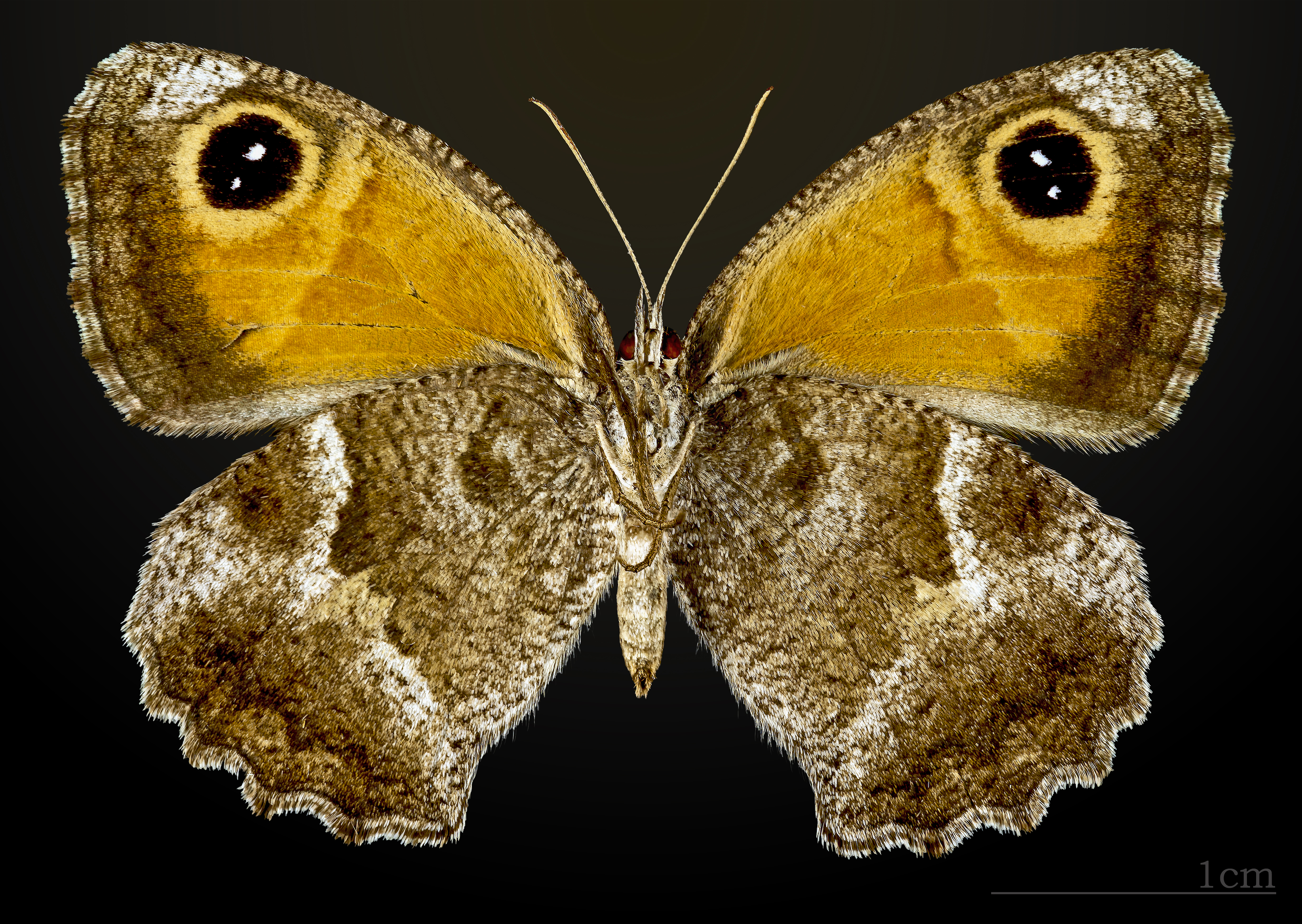
♀ △